# 당단백체학
당단백체학(糖蛋白體學) 또는 당단백질체학(糖蛋白質體學) 또는 글리코프로테오믹스(영어: glycoproteomics)는 번역 후 변형의 결과로 탄수화물을 포함하게 된 단백질들을 식별, 분류 및 특징을 짓는 단백체학의 한 분야이다. 질량 분석법은 일반적으로 부착된 당 부분을 식별하는데 사용된다.

## 같이 보기
- 당단백질
- 시스템 생물학
- 단백체학
- 인단백체학